# Lignan-sur-Orb
Lignan-sur-Orb est une commune française située dans le sud du département de l'Hérault, en région Occitanie.
Ses habitants sont appelés les Lignanaises et les Lignanais.
Exposée à un climat méditerranéen, elle est drainée par l'Orb et par divers autres petits cours d'eau. La commune possède un patrimoine naturel remarquable composé d'une zone naturelle d'intérêt écologique, faunistique et floristique.
Lignan-sur-Orb est une commune urbaine qui compte 3 227 habitants en 2022, après avoir connu une forte hausse de la population depuis 1962. Elle est dans l'agglomération de Béziers et fait partie de l'aire d'attraction de Béziers.

## Géographie

### Localisation
Les communes limitrophes sont  Béziers, Corneilhan, Maraussan et Thézan-lès-Béziers.

### Climat
Pour des articles plus généraux, voir Climat de l'Occitanie et Climat de l'Hérault.
En 2010, le climat de la commune est de type climat méditerranéen franc, selon une étude s'appuyant sur une série de données couvrant la période 1971-2000. En 2020, Météo-France publie une typologie des climats de la France métropolitaine dans laquelle la commune est exposée à un climat méditerranéen et est dans la région climatique Provence, Languedoc-Roussillon, caractérisée par une pluviométrie faible en été, un très bon ensoleillement (2 600 h/an), un été chaud (21,5 °C), un air très sec en été, sec en toutes saisons, des vents forts (fréquence de 40 à 50 % de vents > 5 m/s) et peu de brouillards.
Pour la période 1971-2000, la température annuelle moyenne est de 14,9 °C, avec une amplitude thermique annuelle de 15,9 °C. Le cumul annuel moyen de précipitations est de 585 mm, avec 5,4 jours de précipitations en janvier et 2,4 jours en juillet. Pour la période 1991-2020, la température moyenne annuelle observée sur la station météorologique la plus proche, située sur la commune de Béziers à 6 km à vol d'oiseau, est de 15,5 °C et le cumul annuel moyen de précipitations est de 585,0 mm,. Pour l'avenir, les paramètres climatiques de la commune estimés pour 2050 selon différents scénarios d’émission de gaz à effet de serre sont consultables sur un site dédié publié par Météo-France en novembre 2022.

### Milieux naturels et biodiversité

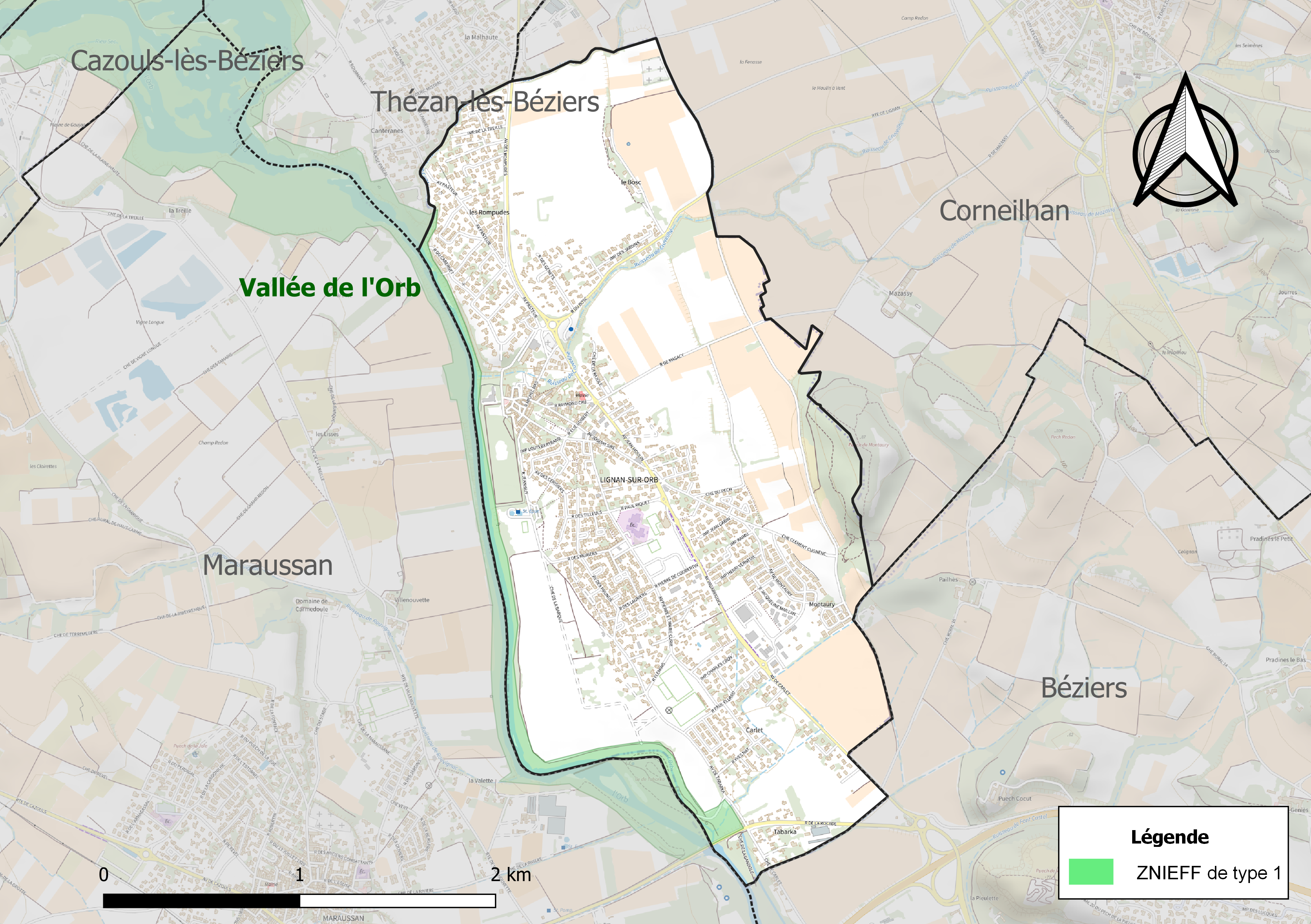
Carte de la ZNIEFF de type 1 localisée sur la commune.

L’inventaire des zones naturelles d'intérêt écologique, faunistique et floristique (ZNIEFF) a pour objectif de réaliser une couverture des zones les plus intéressantes sur le plan écologique, essentiellement dans la perspective d’améliorer la connaissance du patrimoine naturel national et de fournir aux différents décideurs un outil d’aide à la prise en compte de l’environnement dans l’aménagement du territoire.
Une ZNIEFF de type 1 est recensée sur la commune :
la « vallée de l'Orb » (634 ha), couvrant 8 communes du département.

## Urbanisme

### Typologie
Au 1er janvier 2024, Lignan-sur-Orb est catégorisée ceinture urbaine, selon la nouvelle grille communale de densité à sept niveaux définie par l'Insee en 2022.
Elle appartient à l'unité urbaine de Béziers, une agglomération intra-départementale regroupant cinq  communes, dont elle est une commune de la banlieue,,. Par ailleurs la commune fait partie de l'aire d'attraction de Béziers, dont elle est une commune de la couronne,. Cette aire, qui regroupe 53 communes, est catégorisée dans les aires de 50 000 à moins de 200 000 habitants,.

### Occupation des sols

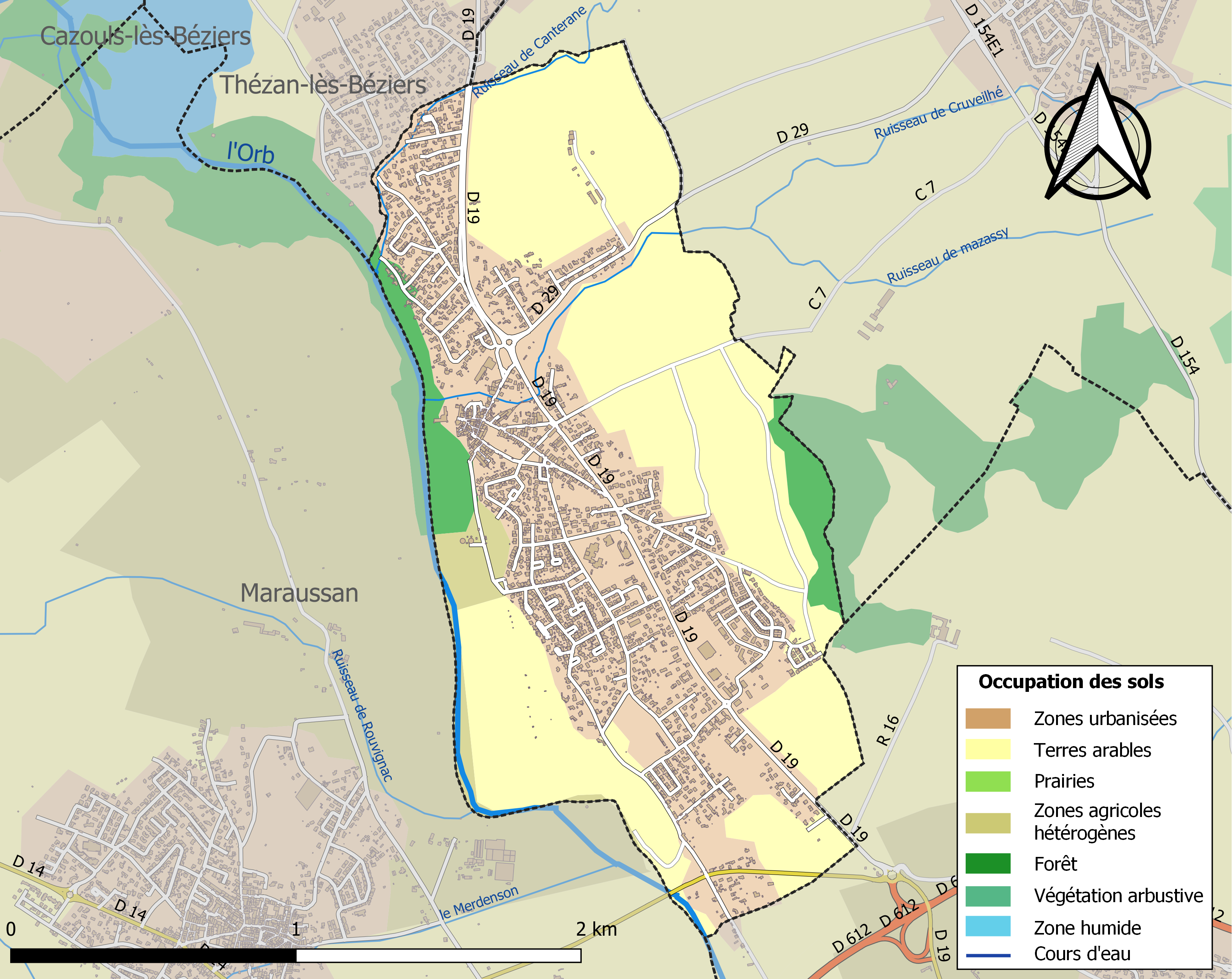
Carte des infrastructures et de l'occupation des sols de la commune en 2018 (CLC).

L'occupation des sols de la commune, telle qu'elle ressort de la base de données européenne d’occupation biophysique des sols Corine Land Cover (CLC), est marquée par l'importance des territoires agricoles (49,4 % en 2018), en diminution par rapport à 1990 (55,6 %). La répartition détaillée en 2018 est la suivante : 
zones urbanisées (45,2 %), cultures permanentes (37,5 %), terres arables (9,3 %), forêts (5,3 %), zones agricoles hétérogènes (2,6 %). L'évolution de l’occupation des sols de la commune et de ses infrastructures peut être observée sur les différentes représentations cartographiques du territoire : la carte de Cassini (XVIIIe siècle), la carte d'état-major (1820-1866) et les cartes ou photos aériennes de l'IGN pour la période actuelle (1950 à aujourd'hui).

### Risques naturels et technologiques
Le territoire de la commune de Lignan-sur-Orb est vulnérable à différents aléas naturels : météorologiques (tempête, orage, neige, grand froid, canicule ou sécheresse), inondations et séisme (sismicité faible). Il est également exposé à un risque technologique, la rupture d'un barrage. Un site publié par le BRGM permet d'évaluer simplement et rapidement les risques d'un bien localisé soit par son adresse soit par le numéro de sa parcelle.

#### Risques naturels
La commune fait partie du territoire à risques importants d'inondation (TRI) de Béziers-Agde, regroupant 15 communes autour des bassins de vie de Béziers et d'Agde, un des 31 TRI qui ont été arrêtés fin 2012 sur le bassin Rhône-Méditerranée, retenu au regard des submersions marines et des débordements de cours d’eau, notamment d'ouest en est, de l'Orb, du Libron et de l'Hérault. Les crues historiques antérieures à 2019 les plus significatives sont celles du 26 septembre 1907, un épisode généralisé sur la quasi-totalité du bassin, et du 30 septembre 1958, un épisode cévenol en partie supérieure du bassin. Des cartes des surfaces inondables ont été établies pour trois scénarios : fréquent (crue de temps de retour de 10 ans à 30 ans), moyen (temps de retour de 100 ans à 300 ans) et extrême (temps de retour de l'ordre de 1 000 ans, qui met en défaut tout système de protection). La commune a été reconnue en état de catastrophe naturelle au titre des dommages causés par les inondations et coulées de boue survenues en 1982, 1984, 1986, 1987, 1992, 1994, 1995, 1996, 1997, 2014 et 2019,.
Lignan-sur-Orb est exposée au risque de feu de forêt du fait de la présence sur son territoire. Un plan départemental de protection des forêts contre les incendies (PDPFCI) a été approuvé en juin 2013 et court jusqu'en 2022, où il doit être renouvelé. Les mesures individuelles de prévention contre les incendies sont précisées par deux arrêtés préfectoraux et s’appliquent dans les zones exposées aux incendies de forêt et à moins de 200 mètres de celles-ci. L’arrêté du 25 avril 2002 réglemente l'emploi du feu en interdisant notamment d’apporter du feu, de fumer et de jeter des mégots de cigarette dans les espaces sensibles et sur les voies qui les traversent sous peine de sanctions. L'arrêté du 11 mars 2013 rend le débroussaillement obligatoire, incombant au propriétaire ou ayant droit,.

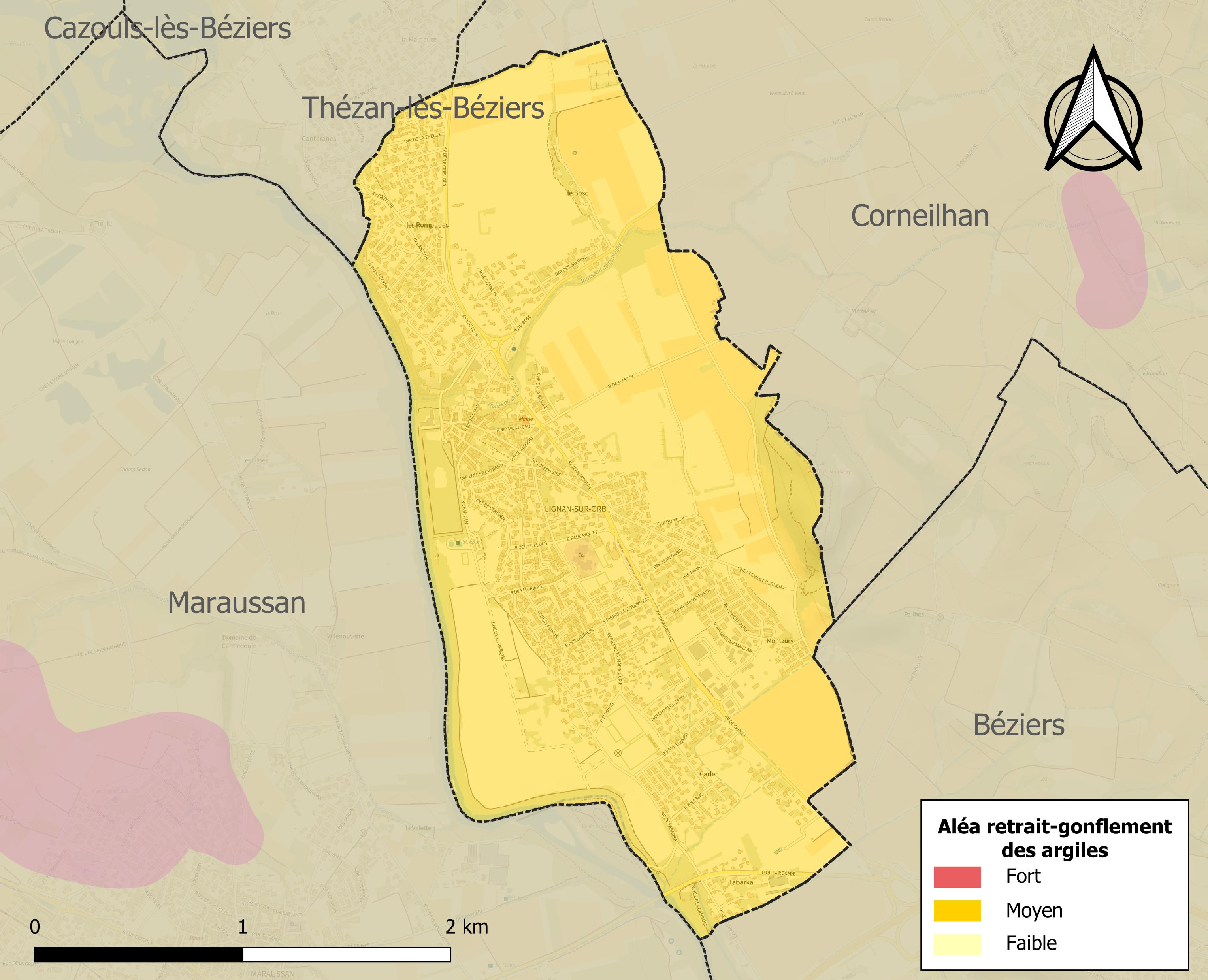
Carte des zones d'aléa retrait-gonflement des sols argileux de Lignan-sur-Orb.

Le retrait-gonflement des sols argileux est susceptible d'engendrer des dommages importants aux bâtiments en cas d’alternance de périodes de sécheresse et de pluie. La totalité de la commune est en aléa moyen ou fort (59,3 % au niveau départemental et 48,5 % au niveau national). Sur les 1 370 bâtiments dénombrés sur la commune en 2019, 1 370 sont en aléa moyen ou fort, soit 100 %, à comparer aux 85 % au niveau départemental et 54 % au niveau national. Une cartographie de l'exposition du territoire national au retrait gonflement des sols argileux est disponible sur le site du BRGM,.
Par ailleurs, afin de mieux appréhender le risque d’affaissement de terrain, l'inventaire national des cavités souterraines permet de localiser celles situées sur la commune.

#### Risques technologiques
La commune est en outre située en aval du Barrage des monts d'Orb, un ouvrage de classe A sur l'Orb, mis en service en 1961 et disposant d'une retenue de 30,6 millions de mètres cubes. À ce titre elle est susceptible d’être touchée par l’onde de submersion consécutive à la rupture de cet ouvrage.

## Toponymie
En occitan, la commune se nomme Linha d'Òrb.
En 1928, Lignan est renommée Lignan-sur-Orb, avec un peu moins de 300 habitants.

## Histoire

### Antiquité
Lignan est conquis en 120 par les Romains et reçoit une colonie en 52 avant Jésus-Christ. Plus tard la civilisation chrétienne fut introduite par saint Aphrodise, le premier évêque de Béziers.

### Moyen Âge
Prise en 416 par les Wisigoths, la localité possède un sarcophage de cette époque. Lignan fut l’objet de terribles combats, non seulement de la fureur des Wisigoths, mais aussi de Sarrasins en 725. Détruite onze ans plus tard, par Charles Martel en 736. Entre 780 et 844, Charlemagne et ses successeurs veulent effacer les conséquences des invasions et des guerres, prennent  des mesures pour assurer la remise en culture des terres abandonnées par les guerres. C’est alors que le 10 février 816, Louis le Débonnaire donne un diplôme en faveur des Espagnols fugitifs s’étant réfugiés à Lignan. Les terres de Lignan sont concédées à ces Espagnols qui occupent le village en travaillant avec ardeur à sa reconnaissance.
Les évêques de Béziers s’établirent en 924 à Lignan. Et nous retrouvons dans les archives que le 23 août 977 Guillaume successeur de Rainard II, vicomte de Béziers, et sa femme Armentrude dotent le diocèse de Béziers du domaine de Lignan, avec ses dépendances, afin que les revenus servent à la construction de la Cathédrale Saint-Nazaire-et-Saint-Celse de Béziers.
Plus tard, peu avant la guerre de Cent Ans, en 1358, Jean de Grailly, dit capitaine de Buch s’avance avec ses troupes jusqu’à Lignan. En 1360, le traité de Brétigny mets la frontière anglaise à dix lieues  de Lignan. C’est alors que les Grandes compagnies commencent leurs invasions dévastatrices…
Aussi, en 1361, Lignan devient une base de leurs opérations. Les troupes séjournent à Lignan durant plusieurs années !…tenant Béziers en perpétuelles alertes ! Lignan étant un point stratégique de très haute importance !
Le vicomte de Béziers, Hugues de la Juque las de cet état des choses, avec l’aide de son sénéchal de Carcassonne, lèvent les troupes pour reprendre le château de Lignan aux Routiers. Ceux-ci commencèrent à partir en échange de dix mille florins, laissant le pays de Lignan dans une grande misère. Un an après, en 1364, celle-ci s’aggrave encore, par un hiver vigoureux qui sévit, les bords de l'Orb, gelèrent les oliviers et les vignes qui furent détruites.

### Temps modernes
Pareilles calamités se renouvelèrent au cours des siècles, Lignan toujours se relève, mais plus tard, en 1562, Lignan est ravagé par les guerres de religion. Les protestants et les catholiques y soutiennent  tour à tour, des sièges acharnés. Il est pris et repris jusqu’à trois fois. Joyeuse[Lequel ?] ne s’en empare définitivement que le 17 juillet 1562, mais ne peut s’y maintenir qu’un an ! Le 19 mars 1563 que les catholiques en deviennent maîtres grâce à l’édit d’Amboise qui suspend les hostilités.
Notons que Lignan est également citée dans les périodes prospères, comme un domaine de choix aux produits réputés. Ainsi, sous le règne d’Henri IV, la nouvelle reine, Marie de Médicis remercie dans une lettre datée de 1604, l’évêque de Bonsi d’un envoi d’huile et de fruits récoltés dans le domaine de Lignan…

### Révolution française et Empire
Lignan est évoqué lors de la Révolution française, l’ordonnance mettant déclarant bien national les biens ecclésiastiques. C’est ainsi qu'est dépossédé son dernier propriétaire, monsieur Nicolaë 81e évêque de Béziers. Le mobilier du château est vendu le 22 mars 1790. L’argenterie seule est sauvée par les nouveaux acquéreurs.
Signalons que l’empereur des Français accorde les armoiries spéciales pour Lignan. En 1800, la commune se dote d'armoiries, encore conservées de nos jours, soit « d'hermine au sautoir losangé d'or et de gueules ».

### Époque contemporaine

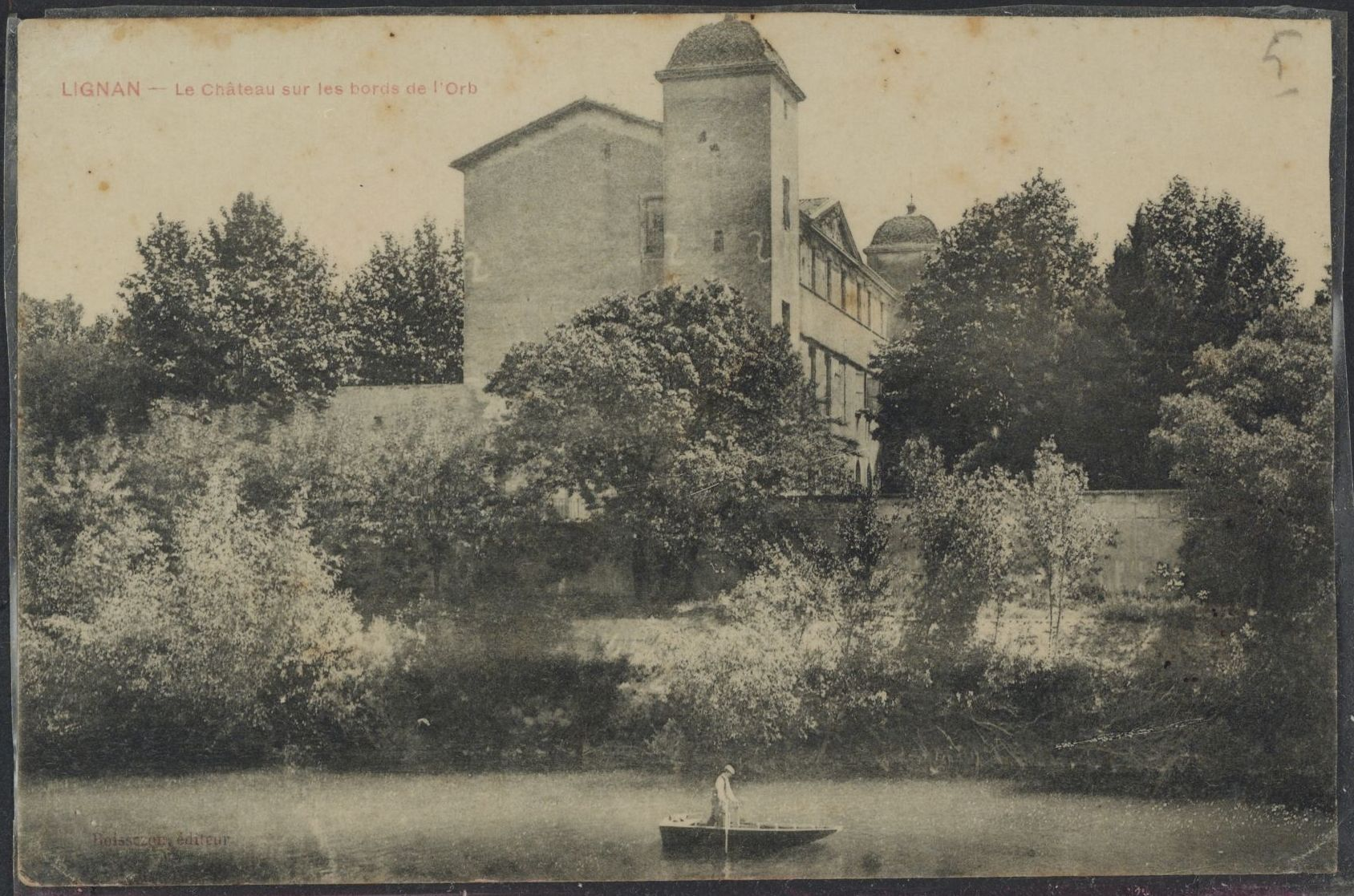
Carte postale du château sur les bords de l'Orb (1912).

Avant la fin du XIXe siècle, Vincent Tartot alors maire permet à la commune de connaître un premier essor économique grâce à la construction de la gare acheminant le transport des vins de Béziers et de Faugères. Sa demeure, le château du Bosc et une pompe à incendie sont d'autres vestiges qui restent de cette époque.
Vers 1940, la commune voit arriver des réfugiés fuyant l'Espagne franquiste, et durant ces quarante dernières années, de nouveaux arrivants le plus souvent de Béziers et de ses environs viennent augmenter les rangs des Lignanais. La ville a dû rapidement maîtriser son urbanisation (eau, assainissement, station d'épuration, voies de circulation) et améliorer les équipements scolaires, sportifs et culturels.

## Politique et administration

### Rattachements administratifs et électoraux

#### Rattachements administratifs
La commune se trouve dans l'arrondissement de Béziers du département de l'Hérault.
Elle faisait partie de 1801 à 1973  du canton de Béziers-1, année où elle intègre le canton de Béziers-3. Dans le cadre du redécoupage cantonal de 2014 en France, cette circonscription administrative territoriale a disparu, et le canton n'est plus qu'une circonscription électorale.

#### Rattachements électoraux
Pour les élections départementales, la commune fait partie depuis 2014 du canton de Béziers-2
Pour l'élection des députés, elle fait partie de la sixième circonscription de l'Hérault.

### Intercommunalité
Lignan-sur-Orb est  membre fondateur de la communauté d'agglomération dénommée Béziers Méditerranée, un établissement public de coopération intercommunale (EPCI) à fiscalité propre créé en 2002 et auquel la commune avait transféré un certain nombre de ses compétences, dans les conditions déterminées par le code général des collectivités territoriales.

### Tendances politiques et résultats
Au second tour des élections municipales de 2014 dans l'Hérault, la liste DVG menée par Jean-Claude Renau obtient la majorité des suffrages exprimés, avec 687 voix (39,75 %, 17 conseillers municipaux, 2 conseillers municipaux), devançant largement les listes menées respectivement par : 

- Alain Senegas, maire sortant (DVD, 503 voix, 29,10 %, 3 conseillers municipaux élus dont 1 communautaire) ; 

- Éric Voisin (DVD, 389 voix, 22,51 %, 2 conseillers municipaux élus) ;

- Cyr Pesier (DVD, 149 voix, 8,62 %, 1 conseiller municipal élu).

Lors de ce scrutin, 26,01 % des électeurs se sont abstenus.
Lors des élections municipales de 2020 dans l'Hérault, la liste SE menée par le maire DVG Jean-Claude Renau est la seule candidate. Elle obtient la totalité des 781 suffrages exprimés et est donc élue en totalité, lors d'un scrutin marqué par la pandémie de Covid-19 où 65,45 % des électeurs se sont abstenus et 11,35 % des votants ont choisi un bulletin blanc ou nul.
Après la démission de plus d'un tiers du conseil municipal mi-2022, de nouvelles élections municipales sont organisées le 25 septembre 2022 où la liste menée par Catherine Montaron-Sanmarti, l'une des démissionnaires, qui recueille 662 voix (52,62 % des suffrages exprimés, 18 conseillers municipaux élus), devançant de 66 voix celle menée par Claudie Ferrand-Andrés (596 voix, 47,38 %, 5 conseillers municipaux élus).

### Liste des maires
| Période         | Période                        | Identité                    | Étiquette      | Qualité |
| --------------- | ------------------------------ | --------------------------- | -------------- | --- |
| 1947            | 1970                           | Paul Roque                  |                | |
| février 1970    | mars 2001                      | Paul Mas                    |                | |
| mars 2001       | mars 2014                      | Alain Sénégas               | DVD            | |
| mars 2014       | septembre 2022                 | Jean-Claude Renau,          | DVG            | Vice-président de la CA Béziers Méditerranée (2014 → 2020) Mandat écourté par la démission d'une partie du conseil municipal |
| septembre 2022, | En cours (au 16 décembre 2023) | Catherine Montaron-Sanmarti | Sans étiquette | Employée |

## Population et société

### Démographie
L'évolution du nombre d'habitants est connue à travers les recensements de la population effectués dans la commune depuis 1793. Pour les communes de moins de 10 000 habitants, une enquête de recensement portant sur toute la population est réalisée tous les cinq ans, les populations de référence des années intermédiaires étant quant à elles estimées par interpolation ou extrapolation. Pour la commune, le premier recensement exhaustif entrant dans le cadre du nouveau dispositif a été réalisé en 2006.

En 2022, la commune comptait 3 227 habitants, en évolution de +4,2 % par rapport à 2016 (Hérault : +7,49 %, France hors Mayotte : +2,11 %).
| 1793 | 1800 | 1806 | 1821 | 1831 | 1836 | 1841 | 1846 | 1851 |
| ---- | ---- | ---- | ---- | ---- | ---- | ---- | ---- | ---- |
| 287  | 332  | 338  | 335  | 347  | 354  | 329  | 330  | 301  |

| 1856 | 1861 | 1866 | 1872 | 1876 | 1881 | 1886 | 1891 | 1896 |
| ---- | ---- | ---- | ---- | ---- | ---- | ---- | ---- | ---- |
| 298  | 305  | 331  | 286  | 327  | 376  | 509  | 442  | 449  |

| 1901 | 1906 | 1911 | 1921 | 1926 | 1931 | 1936 | 1946 | 1954 |
| ---- | ---- | ---- | ---- | ---- | ---- | ---- | ---- | ---- |
| 445  | 450  | 454  | 473  | 454  | 452  | 397  | 347  | 386  |

| 1962 | 1968 | 1975  | 1982  | 1990  | 1999  | 2006  | 2011  | 2016  |
| ---- | ---- | ----- | ----- | ----- | ----- | ----- | ----- | ----- |
| 482  | 654  | 1 081 | 1 867 | 2 543 | 2 839 | 2 932 | 2 888 | 3 097 |

| 2021  | 2022  | - | - | - | - | - | - | - |
| ----- | ----- | - | - | - | - | - | - | - |
| 3 224 | 3 227 | - | - | - | - | - | - | - |

## Économie

### Revenus
En 2018, la commune compte 1 403 ménages fiscaux, regroupant 3 304 personnes. La médiane du revenu disponible par unité de consommation est de 21 480 € (20 330 € dans le département). 47 % des ménages fiscaux sont imposés (45,8 % dans le département).

### Emploi
|                | 2008   | 2013   | 2018  |
| -------------- | ------ | ------ | ----- |
| Commune        | 6,8 %  | 8,8 %  | 8,7 % |
| Département    | 10,1 % | 11,9 % | 12 %  |
| France entière | 8,3 %  | 10 %   | 10 %  |

En 2018, la population âgée de 15 à 64 ans s'élève à 1 904 personnes, parmi lesquelles on compte 71,6 % d'actifs (63 % ayant un emploi et 8,7 % de chômeurs) et 28,4 % d'inactifs,. Depuis 2008, le taux de chômage communal (au sens du recensement) des 15-64 ans est inférieur à celui de la France et du département.
La commune fait partie de la couronne de l'aire d'attraction de Béziers, du fait qu'au moins 15 % des actifs travaillent dans le pôle,. Elle compte 431 emplois en 2018, contre 355 en 2013 et 435 en 2008. Le nombre d'actifs ayant un emploi résidant dans la commune est de 1 211, soit un indicateur de concentration d'emploi de 35,6 % et un taux d'activité parmi les 15 ans ou plus de 50,7 %.
Sur ces 1 211 actifs de 15 ans ou plus ayant un emploi, 233 travaillent dans la commune, soit 19 % des habitants. Pour se rendre au travail, 89,8 % des habitants utilisent un véhicule personnel ou de fonction à quatre roues, 2 % les transports en commun, 4,7 % s'y rendent en deux-roues, à vélo ou à pied et 3,4 % n'ont pas besoin de transport (travail au domicile).

### Activités hors agriculture

#### Secteurs d'activités
273 établissements sont implantés  à Lignan-sur-Orb au 31 décembre 2019. Le tableau ci-dessous en détaille le nombre par secteur d'activité et compare les ratios avec ceux du département,.
| Secteur d'activité                                                                                        | Commune | Commune | Département |
| Secteur d'activité                                                                                        | Nombre  | %       | %           |
| --- | ------- | ------- | ----------- |
| Ensemble                                                                                                  | 273     | 100 %   | (100 %)     |
| Industrie manufacturière, industries extractives et autres                                                | 13      | 4,8 %   | (6,7 %)     |
| Construction                                                                                              | 60      | 22 %    | (14,1 %)    |
| Commerce de gros et de détail, transports, hébergement et restauration                                    | 52      | 19 %    | (28 %)      |
| Information et communication                                                                              | 7       | 2,6 %   | (3,3 %)     |
| Activités financières et d'assurance                                                                      | 12      | 4,4 %   | (3,2 %)     |
| Activités immobilières                                                                                    | 26      | 9,5 %   | (5,3 %)     |
| Activités spécialisées, scientifiques et techniques et activités de services administratifs et de soutien | 23      | 8,4 %   | (17,1 %)    |
| Administration publique, enseignement, santé humaine et action sociale                                    | 52      | 19 %    | (14,2 %)    |
| Autres activités de services                                                                              | 28      | 10,3 %  | (8,1 %)     |

Le secteur de la construction est prépondérant sur la commune puisqu'il représente 22 % du nombre total d'établissements de la commune (60 sur les 273 entreprises implantées  à Lignan-sur-Orb), contre 14,1 % au niveau départemental.

#### Entreprises et commerces
Les cinq entreprises ayant leur siège social sur le territoire communal qui génèrent le plus de chiffre d'affaires en 2020 sont : 
- Clerex, supermarchés (9 029 k€) ;
- Société Industrielle De Realisation - Sir, construction d'autres bâtiments (5 353 k€) ;
- Carlet, conseil pour les affaires et autres conseils de gestion (461 k€) ;
- Star Color, travaux de couverture par éléments (361 k€) ;
- Alliance Bat 34, travaux d'installation électrique dans tous locaux (204 k€).

### Agriculture
|               | 1988 | 2000 | 2010 | 2020 |
| ------------- | ---- | ---- | ---- | ---- |
| Exploitations | 29   | 21   | 9    | 5    |
| SAU (ha)      | 210  | 165  | 44   | 28   |

La commune est dans la « Plaine viticole », une petite région agricole occupant la bande côtière du département de l'Hérault. En 2020, l'orientation technico-économique de l'agriculture  sur la commune est la culture de légumes ou champignons. Cinq exploitations agricoles ayant leur siège dans la commune sont dénombrées lors du recensement agricole de 2020 (29 en 1988). La superficie agricole utilisée est de 28 ha,,.

## Culture locale et patrimoine

### Lieux et monuments
- Église Saint-Vincent de Lignan-sur-Orb.

### Héraldique
| Blason de Lignan-sur-Orb | Blason  | D'hermine, au sautoir losangé d'or et de gueules. |
| Blason de Lignan-sur-Orb | Détails | Le statut officiel du blason reste à déterminer.  |

### Fonds d'archives
- Fonds : Archives communales de Lignan-sur-Orb (1620-1792) [0,37 ml].  Cote : 140 EDT. Montpellier : Archives départementales de l'Hérault (présentation en ligne).